# Wyxt.
『wyxt.』（ダブリューワイエックスティー）は、日本の音楽ユニット、Who-ya Extendedの1stアルバム。2020年4月15日にSME Records（Sony Music Labels Inc.）から発売された。

## 概要
- 自身初のアルバム。
- CDは通常盤と初回生産限定盤の2形態で発売。
- メジャーデビュー曲「Q-vism」や「Synthetic Sympathy」など全10曲を収録。
- 「Q-vism」はフジテレビ "ノイタミナ"『PSYCHO-PASS サイコパス 3』の、「Synthetic Sympathy」は映画『PSYCHO-PASS サイコパス 3 FIRST INSPECTOR』のオープニングテーマに起用された。
- 初回生産限定盤の特典DVDには、ミュージック・ビデオや、映画のノンクレジットオープニングムービーを収録。
- アルバムのジャケットは、よしおか が担当している。

## 楽曲解説
1. Synthetic Sympathy
  - 2ndシングル（配信限定1stシングル）収録曲。
  - 映画『PSYCHO-PASS サイコパス 3 FIRST INSPECTOR』オープニングテーマ
  - 2020年2月27日、ミュージック・ビデオが公開。
    - 3月9日、「PSYCHO-PASS ver.」が公開。
    - 3月27日、「full ver.」が公開。

  - ライナーノーツ
『明確に言葉で表せないような、不自由かつ自由な選択の連続こそ、生きているという事なのか。隠している罪や喪失感を一枚ずつ剥がすように、最後は全てを許せるように。その先にある真偽を知る為にも、今あるザイルを手離してはいけないのだ。』[5]
2. Killing My Fear
  - ライナーノーツ
『時には自らの感情や態度を、嘘と気づきながらも目を瞑ってしまう。渇きを感じて立ち止まったり、躓いてしまったり。誰かの傷跡や痛みを繋ぎ止める為のツールとしてしまうなら、一層の事、恐怖ですらも殺してしまいたい。』[6]
3. Dogma-Agnostic
  - ライナーノーツ
『誰かの声や周りの音も雑音に聞こえてしまい、理想と現実の狭間にいるような「夜」という不思議な時間。追い詰めて切り詰めて、どこを目指しているかもわからない時、無理にでも信じてしまいたいと思う。身を刻まれ壊れてしまっても、またそれを望んでしまう。』[7]
4. ErroЯ CØDE[注 1]
  - このアルバムのリード曲。
  - 2020年4月13日に先行配信された。
  - 同日、ミュージック・ビデオも公開された。
  - ライナーノーツ
『人は誰しも、完全な不平等と不完全な平等の元で生きている。他人を疑ったり窺ったりする内に気づく、自分自身を信じる難しさ。日々の孤独や焦燥が必要のないエラーだとしても、自分の声を確かめてあげたい、という密かな希望を歌っています。』[8]
5. Slight light life
  - ライナーノーツ
『輪郭もはっきりとしない敵を、知らず知らずに自らの中に生み出してしまう悲しさ。優しさや温かさを、押し付け奪い合いの先にあるものだと信じるなら、この世界は彷徨っているままだ。僕たちが本当に望んでいるのは、永遠の静寂かもしれない。』[9]
6. Too late too know
  - ライナーノーツ
『僕たちは責任という対価を払い、自由を手に入れている。平穏を求める中で、孤独を負っている。誰かに向けて見栄を張りフェイクの優しさを振りかざすのなら、使い古した翅ももういらないだろう。其の場凌ぎの信仰をやめ、堕ちていこう。』[10]
7. ⚫︎REC ON[注 2]
  - ライナーノーツ
『絵に描けるような愛が正しいとは限らない。ふと、自分が自分でなくなるような感覚に陥るが、その全てを手に入れたいとは思わない。どうにもならない火傷のような心の疼きが、その証拠なのだ。例え叶わないとわかっていても。』[11]
8. G.O.A.T
  - ライナーノーツ
『心身が震えるぐらいの景色を追い求めている。常に渇き続ける隙間を埋めるように、満たせるように。知らず知らずに引き返せない場所まで来ていても、もう止まることはないだろう。求めることをやめた時、僕らはきっと死んでしまうから。』[12]
9. memorized
  - ライナーノーツ
『人は、終わりを知っているから今を愛することができる。どこかで花が咲く時どこかで枯れる花があるように、誰かの喜びは誰かの悲しみかもしれない。そばにいることで感じる、言葉で表すことが勿体無くなる温かい気持ちこそ、愛と呼べるのか。僕らは今を生きている。』[13]
10. Q-vism
  - 自身のメジャーデビューシングル収録曲。
  - フジテレビ "ノイタミナ"『PSYCHO-PASS サイコパス 3』オープニングテーマ
  - ライナーノーツ
『偽りや問い、憎悪を繰り返し追い求め続けた先では何を見られるのか。自らが真実と見なすものは瞳の中に隠されているのか、それ以外は嘘か。点と点を繋いで生き、靄の中で掴んだものが偽善や錯覚でも、数ある視点の一つにすぎない。闇も光も自らの一部なのだから。』[14]

## 評価
・Fanplusは「シューゲーザー×海外同時進行コンテンポラリーなポップロックセンスを、国内マーケットはもちろんアニメーションを通じて海外へも解き放つ逸材。感情揺さぶられる練られたキャッチーさにやられた1枚だ。」と総括評価をした上で、「2曲目、「Killing My Fear」が解き放つインダストリアル・ロック。3曲目、「Dogma-Agnostic」での泣きのミドルな展開。4曲目、「ErroЯ CØDE」ではシンセリフがビートを牽引するアッパーチューン。5曲目、「Slight light life」における静寂を切り裂くような壮大な世界観。6曲目、「Too late to know」での裏へ裏へいくオルタナティブなロック感。7曲目、「●REC ON」エレクトロ要素を含んだ歌詞がヒトクセあるポップチューン。8曲目、「G.O.A.T」は低音が効いたベースミュージック風味を取り入れたナンバー。ファンク要素も織り交ぜ、ダンサブルに楽しませてくれる。9曲目、「memorized.」は流麗なピアノサウンドが牽引するピュアな側面を垣間見せるバラード。そして10曲目、「Q-vism」はWho-ya Extendedを代表するキラーチューンだ。ドラマティックに歌で畳み掛けていきながらも途中トラップ感、カッティングギターのエッジさで魅せまくる聴き処満載のナンバー。」と全曲レビューした。